# Colom feréstec de coure
El colom feréstec de coure (Leptotila ochraceiventris) és una espècie d'ocell de la família dels colúmbids (Columbidae) que habita boscos de l'oest d'Amèrica del Sud al sud-oest de l'Equador i nord-oest del Perú.